# Marko Štrovs
Marko Štrovs, slovenski pravnik in politik, * 26. januar 1950, Trbovlje.
Po karieri uradnika na ZPIZ in Sekretariatu za delo, kasnejšim ministrstvu za delo, družino in socialne zadeve, kjer je vodil področje pokojninskega in invalidskega zavarovanja, je bil v Bajukovi vladi leta 2000 državni sekretar na tem ministrstvu. Bil je med ustanovitelji Nove Slovenije (NSi) in njen glavni tajnik (od avgusta do oktobra 2000). Po volitvah v DZ leta 2000, na katerih je NSi dobila 8 poslanskih mest, je bil do 2004 sekretar poslanske skupine NSi, potem pa generalni direktor in od decembra 2006 do januarja 2008 državni sekretar na Ministrstvu za delo, družino in socialne zadeve Republike Slovenije. 24. januarja 2008 ga je vlada razrešila zaradi njegove sporne izjave, da je edino, kar ogroža upokojence, Matilda.
V času od marca 2008 do januarja 2011, ko je bilo odkrito množično morišče kolaboracionistov okupatorja, ki se niso hoteli predati v Hudi jami in več drugih množičnih morišč, je vodil Službo za vojna grobišča. Po odkritju največjega morišča v nekdanjem tankovskem jarku pri Mostecu je bil odstavljen, Služba za vojna grobišča pa razpuščena. Pri različnih založbah je objavil več knjig o sistemu pokojninskega in invalidskega zavarovanja in delovnih razmerjih. Pri založbi Nova obzorja je leta 2014 izdal knjigo o množičnih komunističnih pobojih 1941-1946,  z naslovom "Neme priče".